# Xã Morgan, Quận Harrison, Iowa
Xã Morgan (tiếng Anh: Morgan Township) là một xã thuộc quận Harrison, tiểu bang Iowa, Hoa Kỳ. Năm 2010, dân số của xã này là 482 người.